# أوركيديا دي سانتيس
أوركيديا دي سانتيس (بالإيطالية: Orchidea De Santis)‏ وهي ممثلة أفلام وتلفزيون إيطالية ولدت في يوم 20 ديسمبر 1948 في مدينة باري في إيطاليا وقد مثلت في الأفلام والتلفزيون والمسرح.

## روابط خارجية
- أوركيديا دي سانتيس على موقع IMDb (الإنجليزية)
- أوركيديا دي سانتيس على موقع أول موفي (الإنجليزية)
- أوركيديا دي سانتيس على موقع قاعدة بيانات الأفلام السويدية (السويدية)
- أوركيديا دي سانتيس على موقع قاعدة بيانات الفيلم (الإنجليزية)